# 柿喰う客
柿喰う客（かきくうきゃく）は、日本の劇団。2004年活動開始。2006年正式に劇団となる。

## 劇団
- 中屋敷法仁の脚本・構成・演出の舞台を上演する演劇集団。
- 「圧倒的なフィクション」を標榜[1]する劇団。演劇の虚構性（現実の生活とは掛け離れた作りものとしての演劇性）を重視し、虚構性の高い発話法や演技法によって人間の存在や社会の荒廃を皮肉たっぷりに描き、観客から冷笑を誘うような舞台を生み出すことを特徴としている[2]。虚構性の高い独特の演出法は、「反・現代口語演劇」の旗手として注目され[2]、作風は"妄想エンターテイメント"とも呼ばれる[3]。
- 柿喰う客という劇団名は「100年続くように」と、ポリシーや思いを託さず響きや字面で決められた[1]。
- オリジナル作品に加え、シェイクスピアの改作や演劇集団キャラメルボックスとのコラボレーション、日韓国際共同制作、児童演劇、ミュージカルの創作などを上演する[2]。
- 劇団を商業的に売り出すというコンセプトで、「柿生（かきお）めこ」というマスコットキャラクターがいる[4]。デザインは山下浩介。通称「めこちゃん」。2007年「女体カーニバル」のフライヤー（宣伝用のチラシ）で初登場し、観客アンケートで名前が決まった[5]。シーズンや公演ごとに衣装をチェンジし、公式サイトやフライヤーに登場する。
- 各公演の終了後は、5分間の休憩を経て約20分間の中屋敷法仁主催のアフタートークが催され、話の相手として出演者代表1名最近は出演者三人程度が日替わりで参加する。アフタートークの後半は、観客の質問に答える時間にあてられる。なお、アフタートーク中、中屋敷法仁はピンクパンサーのぬいぐるみ[6]（18歳のころからの相棒[7]）を抱えているのがポイント。
- 通常、各公演作品ごとに「乱痴気公演」と呼ばれる、男女ならびに主役脇役の別なく配役をシャッフルして上演するスペシャルステージが1ステージある。シャッフルの方法は、くじで決めたり、役者の希望を聞いたり、代表の中屋敷法仁が勝手に決めたりといろいろである[8]。十分な稽古時間がないまま強行されることが多く、不足部分は役者同士で考え、やりたいようにやる、緊張感の漂うハメを外したステージ[3]となる。なお、乱痴気公演の配役は前もって観客に開示されない。

## 公演作品

### 舞台
- 2004年6月 - 第1回公演「サバンナの掟」
- 2005年2月 - 第2回公演「挿入ジェノサイド」
- 2005年3月 - 第3回公演「口だけの女」
- 2005年6月 - 第4回公演「多い日も安心」
- 2005年7月 - 第5回公演「骨はダラスに埋めてくれ」
- 2005年12月 - 企画公演「とりあえず、ナマで！」
- 2006年2月 - 第6回公演「親兄弟にバレる」
- 2006年5月 - 第7回公演「他人の不幸」
- 2006年9月 - 第8回公演「顔に自信がある」
- 2006年10月 - 企画公演「人面犬を煮る」
- 2007年3月 - 第9回公演「女体カーニバル」
- 2007年5月 - 企画公演「誰も笑わない「検察官」」
- 2007年9月 - 第10回公演「性癖優秀」
- 2007年11月 - 第11回公演「傷は浅いぞ」
- 2007年12月 - 「お台場SHOW-GEKI城」参加「親兄弟にバレる」
- 2008年1月 - 第12回公演「サバンナの掟」
- 2008年4月 - フランス遠征公演「恋人としては無理」（東京／フランス）
- 2008年6月 - 第13回公演「俺を縛れ！」（東京）
- 2008年8月 - 第14回公演「真説・多い日も安心」（東京）
- 2008年11月 - 企画公演 「いきなりベッドシーン」、「いまさらキスシーン」（東京／大阪）
- 2009年3月 - 「恋人としては無理 JAPAN TOUR」（横浜／愛知／福岡／大阪／札幌）
- 2009年5月 - 「邪道・プロポーズ」（東京／福岡）
- 2009年9月 - 第15回公演 「悪趣味」（東京）
- 2009年11月 - 柿喰う客×三重県文化会館「スポーツ演劇「すこやか息子」」（東京／三重）
- 2010年1月 -「オパフェ！」参加 「宴会芸レーベル」（大阪）
- 2010年2月 - 「The Heavy User」（東京）
- 2010年4月 - 第2次フランス遠征公演 「The Heavy User」（フランス）
- 2010年4月 - 短編2本立て公演 「八百長デスマッチ」、「いきなりベッドシーン」（東京／大阪）
- 2010年5月 - 第1次トルコ遠征公演 「The Heavy User」（トルコ）
- 2010年5月 - 第16回公演 「露出狂」（東京／大阪）
- 2010年6月 - アンコール凱旋公演 「The Heavy User」（東京／大阪）
- 2010年6月 - 国際演劇交流プロジェクト 「Wannabe」（東京／鳥取）
- 2011年1月 - 新春公演 「愉快犯」（東京／大阪）
- 2011年2月 - こどもと観る演劇プロジェクト 「ながぐつをはいたねこ」（東京／三重）- 初演
- 2011年3月 - 芸術のミナト☆新潟演劇祭 「流血サーカス」（新潟）
- 2011年4月 - FFAC企画 創作コンペティション 「しらみとり夫人」（福岡）
- 2011年8月 - キャラメルボックス・アナザーフェイス「ナツヤスミ語辞典」（東京）[9]
- 2011年9月 - カラフル金沢ラウンド「フランダースの負け犬」（金沢）
- 2011年9月 - 女体シェイクスピア001『悩殺ハムレット』（東京／大阪／愛知／三重）
- 2011年11月 - 日韓演劇交流プロジェクト「検察官」（東京）
- 2012年4月 - 女体シェイクスピア002『絶頂マクベス』[10]（東京／兵庫）[11]
- 2012年4月 - PLAY PARK 2012 永島敬三ひとり芝居『ときめきラビリンス』（東京）- 初演
- 2012年5月 - 福岡演劇フェスティバル FFAC企画『ゴーゴリ病棟』（福岡）
- 2012年8月 - 柿喰う客サマービーチin音霊『フローズン・ビーチ』（神奈川）
- 2012年9月 - 『無差別』[12]（東京／福岡／大阪）[13][14][注 1]
- 2012年11月 - 柿喰う客リバイバルプロジェクト2012『傷は浅いぞ』（東京／岡山）
- 2012年11月 - 学習院女子大学 pafe.GWC 参加作品 永島敬三ひとり芝居『ときめきラビリンス』
- 2013年3月 - 女体シェイクスピア003『発情ジュリアス・シーザー』[15]（東京／大阪／新潟／三重）
- 2013年9月 - 女体シェイクスピア004『失禁リア王』（東京 吉祥寺シアター）[16][17][18]
- 2013年9月 - 柿喰う客 こどもと観る演劇プロジェクト『ながぐつをはいたねこ』（茨城／新潟／石川／岐阜／三重／愛知／長崎）
- 2013年11月 - 柿喰う客 こどもと観る演劇プロジェクト2013『へんてこレストラン』（原作：宮沢賢治「注文の多い料理店」）（三重）- 初演
- 2014年1月 - 『世迷言』（よまいごと）（東京／石川／大阪）[19][20][3]
- 2014年6月 - 柿喰う客 こどもと観る演劇プロジェクト2014『へんてこレストラン』(東京/茨城/新潟/岡山)
- 2014年10月 - 女体シェイクスピア005＆006『ロミオとジュリエット』&『アントニーとクレオパトラ』(東京 あうるすぽっと)
- 2015年2月 - 女体シェイクスピア007『完熟リチャード三世』(東京/大阪/岐阜)
- 2015年9月 - 『天邪鬼』(東京/兵庫/岐阜)
- 2016年6月 - 柿喰う客フェスティバル 2016『サバンナの掟』『いまさらキスシーン』『露出狂』『フランダースの負け犬』『へんてこレストラン』（東京 王子小劇場）[21]
- 2016年8月 - 女体シェイクスピア008『艶情☆夏の夜の夢』（東京 吉祥寺シアター/大阪　ナレッジシアター）[22]
- 2016年12月-2017年1月 - 『虚仮威』（三重 三重県文化会館小ホール/宮城 エル・パーク仙台スタジオホール/東京 本多劇場/大阪　ナレッジシアター）[23]
- 2017年10月-11月 - 柿喰う客フェスティバル 2017『流血サーカス』『八百長デスマッチ』『無差別』『極楽地獄』（東京　赤坂RED/THEATER）[24]
- 2018年1月-2月 - 『俺を縛れ！』（東京　本多劇場）[25]
- 2018年6月-7月 - 柿喰う客 こどもと観る演劇プロジェクト2018『にんぎょひめ』（東京/茨城）[26]
- 2018年12月-2019年1月 - 『美少年』（東京都 Geki地下Liberty/三重 三重県文化会館小ホール/新潟 新潟市秋葉区文化会館ホール）[26]
- 2019年9月 - 『御披楽喜』（兵庫 出石永楽館/東京 本多劇場）[27]
- 2020年1月-2月 - 劇団4ドル50セント×柿喰う客 コラボ公演『学芸会レーベル』『アセリ教育』（東京 DDD青山クロスシアター）[28]
- 2020年7月 - 柿喰う客 こどもと観る演劇プロジェクト2020『にんぎょひめ』（オンライン生配信）[29]
- 2020年11月 - 『夜盲症』（東京 ザ・スズナリ）[30]
- 2021年5月 - 『滅多滅多』（東京 本多劇場）[31]
- 2021年7月 - 観劇三昧×Mixalive TOKYO 「池袋 ポップアップ劇場」Vol.1/Vol.2『夜な夜なプリンセス』（東京 Mixalive TOKYO「Hall Mixa」）[32]
- 2021年8月 - 柿喰う客　こどもと観る演劇プロジェクト2021『へんてこレストラン』（福井 ハートピア春江大ホール）[33]
- 2021年12月 - 『恋人としては無理』（宮城 宮城野区文化センターパトナシアター）[34]
- 2022年1月 - 『空鉄砲』（東京 ザ・スズナリ）[34]
- 2022年2月 - こどもと観る演劇プロジェクト2022『ながぐつをはいたねこ』（埼玉 秩父宮記念市民会館）※公演関係者の体調不良のため公演中止
- 2022年11月 - 新人単独公演『初体験』（東京 全電通ホール）[35]
- 2022年12月 - 『禁猟区』（東京 本多劇場）[36]
- 2023年2月 - 能楽堂で見るコラボレーションシリーズ 劇団「柿喰う客」×能楽×現代演劇

『世阿弥のキス』（愛知 豊田市能楽堂）
- 2023年11月 - ＡＣＭファミリーシアター『リトルセブンの冒険』～白雪姫去りし後の“こびとたち”の物語～（茨城 一般公開： 水戸芸術館｜ACM劇場/取手市立市民会館）[38][39]
- 2023年12月 - 柿喰う客 PARTYTIME『骨はダラスに埋めてくれ』（東京 ザ・スズナリ）[40]
- 2023年12月 - 『肉食獣』（東京 ザ・スズナリ）[41]
- 2024年1月 - 柿喰う客サンキューアゴラ『八百長デスマッチ』『いまさらキスシーン』『いきなりベッドシーン』（東京 こまばアゴラ劇場）[42]
- 2024年2月 - こどもと観る演劇プロジェクト2024『ながぐつをはいたねこ』（埼玉 秩父宮記念市民会館）[43]
- 2024年5月 - 『殺文句』（東京 本多劇場）[44][45][46][47]
- 2024年8月 - 新人単独公演『どんぞこ』（東京 シアター711）[48]
- 2024年8月 - FULL CONTACT『愉快犯』（東京 シアター711）[49]

- 2024年11月 - ＡＣＭファミリーシアター『リトルセブンの冒険』～白雪姫去りし後の“こびとたち”の物語～（茨城 一般公開： 水戸芸術館｜ACM劇場）[50]
- 2025年1月 - 柿喰う客×能舞台『世阿弥のキス』（千葉 青葉の森公園芸術文化ホール）[51]
- 2025年2月-4月 - キビるフェス2025『いきなりベッドシーン』（福岡 ぽんプラザホール）/ セツコの豪遊プレゼンツ『いきなりベッドシーン』東京凱旋公演（東京 中野スタジオあくとれ）/ 表現者工房プロデュース 柿喰う客『いきなりベッドシーン（表現者工房スペシャル）』（大阪 表現者工房）[52][53][54]
- 2025年9月 -『超音波』（神奈川 かなっくホール 東京 スズナリ ）[55][56]

- 2025年9月 -柿喰う客 玉置玲央一人芝居2025『いまさらキスシーン』（神奈川 かなっくホール）[57]

### その他
- PV OKAMOTO'S 「マジメになったら涙が出るぜ」（2012年）PV監督：関和亮、芝居部分の脚本･演出：中屋敷法仁[58]
- 2023年9月　「演劇のつどい」桜の園リーディングワークショップ＆いろんな演劇のかたちを考えてみる会（座談会）（高知 高知県立県民文化ホール）
- 2024年7月 「柿喰う客『初体験』リアルコメンタリー上映会」（東京）
- 2025年3月 俳優ワークショップ『劇場で演じよう』（福岡 ぽんプラザホール）
- 2025年4月 七味まゆ味ワークショップ（大阪 表現者工房）

## メンバー
- 中屋敷法仁（柿喰う客代表）
- 七味まゆ味（柿喰う客副代表）
- 玉置玲央
- 深谷由梨香
- 永島敬三
- 大村わたる
- 葉丸あすか
- 牧田哲也[59]
- 原田理央[59]
- 福井夏[59]
- 加藤ひろたか[59]
- 田中穂先[59]
- 長尾友里花[59]
- 淺場万矢[60]
- 今井由希[60]
- 守谷勇人[60]
- とよだ恭兵[60]
- 北村まりこ[60]
- 村松洸希[60]
- 齋藤明里[60]
- 永田紗茅[60]
- 蓮井佑麻[61]
- 中嶋海央[61]
- 佐々木穂高[61]
- 田中廉[61]
- 山中啓伍[61]
- 浦谷賢充[61]
- 沖育美[61]